# M
La M o m (chiamata emme in italiano) è l'undicesima lettera dell'alfabeto italiano e la tredicesima dell'alfabeto latino moderno, ma rappresenta anche la maiuscola della lettera mi nell'alfabeto greco e in quello cirillico.
Nell'alfabeto fonetico internazionale, [m] rappresenta un suono nasale bilabiale.

## Storia
| n |

| n |

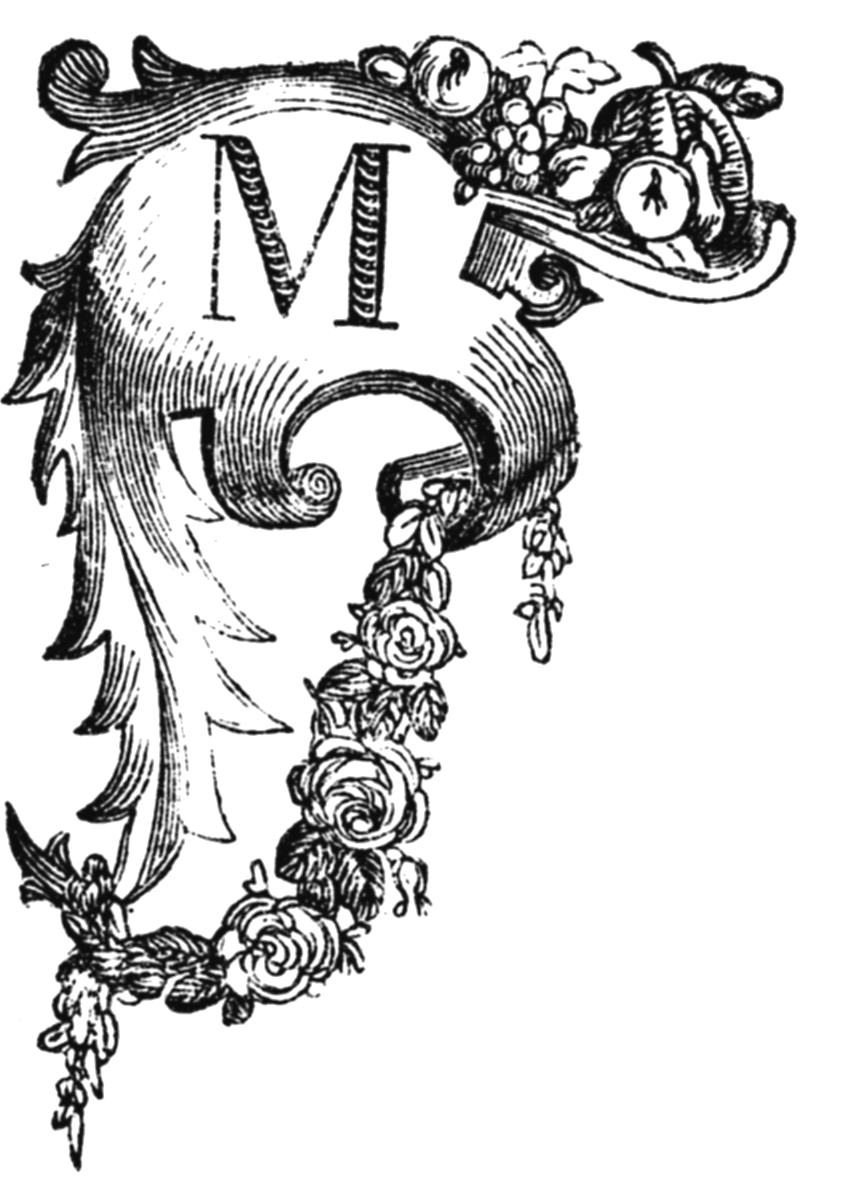
Esempio di capolettera

La M deriva dalla lettera greca Mi (Μ μ), che a sua volta derivava dal fenicio Mem. Quest'ultimo traeva la sua origine probabilmente dal simbolo dell'acqua negli alfabeti iconografici, e si pensa che derivi appunto dal geroglifico che rappresentava una N nell'antico egizio e che passò a M in semitico perché con tale suono cominciava la parola "acqua" in questa lingua.

## Informatica
- In Unicode il codice per la M è U+004D, quello per la m è U+006D.
- Il codice ASCII per la M è 77 (01001101 binario, 4D esadecimale); per la m è 109 (01101101 binario, 6D esadecimale).
- Il codice EBCDIC per la M è 212, per la m è 148.
- In HTML e XML si usano i codici "M" per la M e "m" per la m.